# Tir aux Jeux olympiques d'été de 1932
Navigation
Paris 1924 Berlin 1936
Deux épreuves de tir sportif sont disputées à l'occasion des Jeux olympiques d'été de 1932. Ce sport fait sa réapparition après son retrait du programme des Jeux olympiques d'été de 1928. Les épreuves eurent lieu les 12 et 13 août 1928.

## Tableau des médailles
| Rang | Nation    | Or | Argent | Bronze | Total |
| ---- | --------- | -- | ------ | ------ | ----- |
| 1    | Italie    | 1  | 0      | 1      | 2     |
| 2    | Suède     | 1  | 0      | 0      | 1     |
| 5    | Allemagne | 0  | 1      | 0      | 1     |
| 5    | Mexique   | 0  | 1      | 0      | 1     |
| 5    | Hongrie   | 0  | 0      | 1      | 1     |

## Résultats
Toutes les épreuves sont mixtes.
| Épreuves                       | Or                       | Argent                | Bronze                         |
| 50 m carabine position couchée | Bertil Rönnmark 294 pts. | Gustavo Huet 294 pts. | Zoltán Soós-Hradetzky 293 pts. |
| Pistolet feu rapide à 25 m     | Renzo Morigi 42 pts.     | Heinrich Hax 40 pts.  | Domenico Matteucci 39 pts.     |